# Poznań Open 2022
Il Poznań Open 2022 è stato un torneo maschile di tennis professionistico. È stata la 18ª edizione del torneo, facente parte della categoria Challenger 90 nell'ambito dell'ATP Challenger Tour 2022, con un montepremi di 67 960 €. Si è svolto dal 30 maggio al 5 giugno 2022 sui campi in terra rossa del Park Tenisowy Olimpia di Poznań in Polonia.

## Partecipanti

### Teste di serie
| Nazionalità   | Giocatore                  | Ranking* | Testa di serie |
| ------------- | -------------------------- | -------- | -------------- |
| Francia       | Arthur Rinderknech         | 68       | 1              |
| Svizzera      | Henri Laaksonen            | 96       | 2              |
| Colombia      | Daniel Elahi Galán         | 107      | 3              |
| Taipei cinese | Tseng Chun-hsin            | 109      | 4              |
| Cile          | Marcelo Tomás Barrios Vera | 138      | 5              |
| Francia       | Manuel Guinard             | 146      | 6              |
| Francia       | Hugo Grenier               | 151      | 7              |
| Argentina     | Camilo Ugo Carabelli       | 155      | 8              |

* Ranking al 23 maggio 2022.

### Altri partecipanti
I seguenti giocatori hanno ricevuto una wild card per il tabellone principale:
- Leo Borg
- Jerzy Janowicz
- Aldin Šetkić

Il seguente giocatore è entrato in tabellone con il ranking protetto:
- Attila Balázs

I seguenti giocatori sono entrati in tabellone come alternate:
- Gonzalo Lama
- Genaro Alberto Olivieri

I seguenti giocatori sono passati dalle qualificazioni:
- Georgii Kravchenko
- Daniel Dutra da Silva
- Elmar Ejupović
- Daniel Michalski
- Maks Kasnikowski
- Oleksii Krutykh

## Campioni

### Singolare
Arthur Rinderknech ha sconfitto in finale  Marcelo Tomás Barrios Vera con il punteggio di 6–3, 7–6(2).

### Doppio
Hunter Reese /  Szymon Walków hanno sconfitto in finale  Marek Gengel /  Adam Pavlásek con il punteggio di 1–6, 6–3, [10–6].